# Faglia di Carmen
La faglia di Carmen è una delle faglie trasformi a movimento laterale destro presenti sul fondale marino della regione meridionale del Golfo di California, nell'Oceano Pacifico, al largo della costa dello stato messicano di Sonora.
La faglia fa parte della zona di rift del Golfo di California, l'estensione settentrionale della dorsale del Pacifico orientale, e collega tra loro il bacino di Guaymas, a nord, e il bacino di Carmen, a sud.